# Liste der Grünen Abgeordneten zum Österreichischen Nationalrat
Dies ist eine alphabetische Liste der Abgeordneten der Grünen zum Österreichischen Nationalrat. Zusätzlich beinhaltet die Liste eine Einteilung der Abgeordneten nach Gesetzgebungsperioden (GP).

## Alphabetische Liste
- Rudolf Anschober (5. November 1990 – 30. Oktober 1997)
- Aygül Berîvan Aslan (29. Oktober 2013 – 8. November 2017)
- Eva Blimlinger (23. Oktober 2019 – )
- Dieter Brosz (29. Oktober 1999 – 8. November 2017)
- Christiane Brunner (28. Oktober 2008 – 8. November 2017)
- Josef Buchner (17. Dezember 1986 – 1. Dezember 1987)
- Georg Bürstmayr (9. Jänner 2020 – )
- Meri Disoski (23. Oktober 2019 – )
- Faika El-Nagashi (23. Oktober 2019 – )
- Helga Erlinger (12. Dezember 1988 – 27. Dezember 1989)
- Ewa Ernst-Dziedzic (23. Oktober 2019 – )
- Ulrike Fischer (23. Oktober 2019 – )
- Herbert Fux (17. Dezember 1986 – 23. Dezember 1988 sowie 7. November 1989 – 4. November 1990)
- Leonore Gewessler (23. Oktober 2019 – 7. Jänner 2020)
- Walter Geyer (17. Dezember 1986 – 16. November 1988)
- Willibald Gföhler (7. November 1994 – 14. Jänner 1996)
- Eva Glawischnig-Piesczek (29. Oktober 1999 – 23. Mai 2017)
- Elisabeth Götze (23. Oktober 2019 – )
- Marijana Grandits (5. November 1990 – 5. November 1994)
- Heike Grebien (9. Jänner 2020 – )
- Kurt Grünewald (29. Oktober 1999 – 28. Oktober 2013)
- Theresia Haidlmayr (7. November 1994 – 27. Oktober 2008)
- Sibylle Hamann (23. Oktober 2019 – )
- Lukas Hammer (23. Oktober 2019 – )
- Holda Harrich (10. Jänner 1989 – 4. November 1990)
- Christine Heindl (5. November 1990 – 6. November 1994)
- Bettina Hradecsni (30. Oktober 2006 – 27. Oktober 2008)
- Helene Jarmer (10. Juli 2009 – 8. November 2017)
- Stefan Kaineder (23. Oktober 2019 – 7. Jänner 2020)
- Matthias Köchl (29. Oktober 2013 – 8. November 2017)
- Werner Kogler (29. Oktober 1999 – 8. November 2017 sowie 23. Oktober 2019 – 7. Jänner 2020)
- Alev Korun (28. Oktober 2008 – 8. November 2017)
- Markus Koza (23. Oktober 2019 – )
- Astrid Kuttner (23. November 1988 – 31. Oktober 1989)
- Monika Langthaler (5. November 1990 – 28. Oktober 1999)
- Eva Lichtenberger (29. Oktober 1999 – 8. Juli 2004)
- Ruperta Lichtenecker (30. Oktober 2006 – 8. November 2017)
- Martin Litschauer (23. Oktober 2019 – )
- Ulrike Lunacek (29. Oktober 1999 – 9. Juli 2009)
- Sabine Mandak (20. Dezember 2002 – 27. Oktober 2008)
- Sigrid Maurer (29. Oktober 2013 – 8. November 2017 sowie 23. Oktober 2019 – )
- Freda Meissner-Blau (7. Dezember 1986 – 6. Dezember 1988)
- Eva Mückstein (29. Oktober 2013 – 8. November 2017)
- Daniela Musiol (28. Oktober 2008 – 27. April 2016)
- Gabriela Moser (7. November 1994 – 14. Jänner 1996 sowie 3. November 1997 – 8. November 2017)
- Barbara Neßler (23. Oktober 2019 – )
- Barbara Neuroth (29. Mai 2017 – 8. November 2017)
- Karl Öllinger (7. November 1994 – 15. Jänner 1996 sowie 29. Oktober 1999 – 28. Oktober 2013 und 28. April 2016 – 8. November 2017)
- Madeleine Petrovic (5. November 1990 – 23. April 2003)
- Peter Pilz (17. Dezember 1986 – 8. Dezember 1991 sowie 29. Oktober 1999 – 16. Juli 2017)
- Wolfgang Pirklhuber (29. Oktober 1999 – 8. November 2017)
- Doris Pollet-Kammerlander (7. November 1994 – 14. Jänner 1996 sowie 14. März 1996 – 28. Oktober 1999)
- Agnes Sirkka Prammer (9. Jänner 2020 – )
- Sonja Puntscher-Riekmann (20. Mai 1994 – 6. November 1994)
- Michel Reimon (23. Oktober 2019 – )
- Severin Renoldner (9. Dezember 1991 – 14. Jänner 1996)
- Heidemarie Rest-Hinterseer (20. Dezember 2002 – 29. Oktober 2006)
- Bedrana Ribo (23. Oktober 2019 – )
- Astrid Rössler (23. Oktober 2019 – )
- Bruno Rossmann (30. Oktober 2006 – 27. Oktober 2008, 6. Juli 2012 – 27. Juli 2017)
- Ralph Schallmeiner (23. Oktober 2019 – )
- Birgit Schatz (30. Oktober 2006 – 8. November 2017)
- Julian Schmid (29. Oktober 2013 – 8. November 2017)
- Jakob Schwarz (23. Oktober 2019 – )
- Judith Schwentner (28. Oktober 2008 – 8. November 2017)
- Karl Smolle (17. Dezember 1986 – 4. November 1990)
- Manfred Srb (17. Dezember 1986 – 3. Mai 1994)
- Clemens Stammler (9. Jänner 2020 – 25. Oktober 2023)
- Albert Steinhauser (2. Juli 2007 – 8. November 2017)
- David Stögmüller (23. Oktober 2019 – )
- Terezija Stoisits (5. November 1990 – 30. Juni 2007)
- Nina Tomaselli (23. Oktober 2019 – )
- Alexander Van der Bellen (7. November 1994 – 5. Juli 2012)
- Johannes Voggenhuber (5. November 1990 – 13. März 1996)
- Olga Voglauer (23. Oktober 2019 – )
- Andreas Wabl (17. Dezember 1986 – 28. Oktober 1999)
- Harald Walser (28. Oktober 2008 – 8. November 2017)
- Brigid Weinzinger (25. April 2003 – 27. Oktober 2008)
- Hermann Weratschnig (23. Oktober 2019 – )
- Georg Willi (29. Oktober 2013 – 8. November 2017)
- Tanja Windbüchler-Souschill (28. Oktober 2008 – 8. November 2017)
- Alma Zadić (23. Oktober 2019 – 7. Jänner 2020)
- Fritz Zaun (2. Jänner 1990 – 4. November 1990)
- Wolfgang Zinggl (9. Juli 2004 – 27. Juli 2017)
- Süleyman Zorba (23. Oktober 2019 – )
- Barbara Zwerschitz (30. Oktober 2006 – 27. Oktober 2008)

## Liste der Abgeordneten nach Gesetzgebungsperioden (GP)

### XXVII. GP (ab 23. Oktober 2019), 26 Mandate
- Ulrike Böker (ab 17. November 2023, Nachrückerin für Clemens Stammler[1])
- Eva Blimlinger
- Georg Bürstmayr (ab 9. Jänner 2020, statt Alma Zadić)
- Meri Disoski
- Faika El-Nagashi
- Ewa Ernst-Dziedzic
- Ulrike Fischer
- Leonore Gewessler (bis 7. Jänner 2020, Nachrückerin Agnes Sirkka Prammer)
- Elisabeth Götze
- Heike Grebien (ab 9. Jänner 2020, statt Werner Kogler)
- Sibylle Hamann
- Lukas Hammer
- Stefan Kaineder (bis 7. Jänner 2020, Nachrücker Clemens Stammler)
- Markus Koza
- Werner Kogler (Klubobmann; bis 7. Jänner 2020, Nachrückerin Heike Grebien)
- Martin Litschauer
- Sigrid Maurer (Klubobfrau seit Jänner 2020 statt Werner Kogler)
- Barbara Neßler
- Agnes Sirkka Prammer (ab 9. Jänner 2020, statt Leonore Gewessler)
- Michel Reimon
- Bedrana Ribo
- Astrid Rössler
- Ralph Schallmeiner
- Jakob Schwarz
- Clemens Stammler (ab 9. Jänner 2020, statt Stefan Kaineder; bis 25. Oktober 2023, Nachrückerin Ulrike Böker[1])
- David Stögmüller
- Nina Tomaselli
- Olga Voglauer
- Hermann Weratschnig
- Alma Zadić (bis 7. Jänner 2020, Nachrücker Georg Bürstmayr)
- Süleyman Zorba[2][3]

### XXVI. Gesetzgebungsperiode (ab 9. November 2017), 0 Mandate
Die Grünen – Die Grüne Alternative verfehlten wegen der Vier-Prozent-Hürde den Einzug ins Parlament.

### XXV. GP (ab 29. Oktober 2013), 24 Mandate
- Aygül Berîvan Aslan
- Dieter Brosz
- Christiane Brunner
- Eva Glawischnig-Piesczek (Klubobfrau, bis 23. Mai 2017, Nachfolgerin Barbara Neuroth)
- Helene Jarmer
- Matthias Köchl
- Werner Kogler (Stv. Klubobmann)
- Alev Korun
- Ruperta Lichtenecker
- Sigrid Maurer
- Gabriela Moser
- Eva Mückstein
- Daniela Musiol
- Barbara Neuroth (seit 29. Mai 2017, Nachfolgerin von Eva Glawischnig-Piesczek)
- Peter Pilz
- Wolfgang Pirklhuber
- Bruno Rossmann
- Birgit Schatz
- Julian Schmid
- Judith Schwentner
- Albert Steinhauser
- Harald Walser
- Georg Willi
- Tanja Windbüchler-Souschill
- Wolfgang Zinggl

### XXIV. GP (ab 28. Oktober 2008), 20 Mandate
- Dieter Brosz
- Christiane Brunner
- Eva Glawischnig-Piesczek (Klubobfrau)
- Kurt Grünewald
- Helene Jarmer (ab 10. Juli 2009, Nachfolgerin von Ulrike Lunacek)
- Werner Kogler (Stv. Klubobmann)
- Alev Korun
- Ruperta Lichtenecker
- Ulrike Lunacek (bis 9. Juli 2009, Wechsel ins Europäische Parlament)
- Gabriela Moser
- Daniela Musiol
- Karl Öllinger
- Peter Pilz
- Wolfgang Pirklhuber
- Bruno Rossmann (ab 6. Juli 2012, Nachfolge von Alexander Van der Bellen)
- Birgit Schatz
- Judith Schwentner
- Albert Steinhauser
- Alexander Van der Bellen (bis 5. Juli 2012, mit 7. September 2012 Wechsel in den Wiener Gemeinderat)
- Harald Walser
- Tanja Windbüchler-Souschill
- Wolfgang Zinggl

### XXIII. GP (ab 30. Oktober 2006), 21 Mandate
- Dieter Brosz
- Eva Glawischnig-Piesczek (3. Nationalratspräsidentin, Stv. Klubobfrau)
- Kurt Grünewald
- Theresia Haidlmayr
- Bettina Hradecsni
- Werner Kogler
- Ruperta Lichtenecker
- Ulrike Lunacek
- Sabine Mandak
- Gabriela Moser
- Karl Öllinger (Stv. Klubobmann)
- Peter Pilz
- Wolfgang Pirklhuber
- Bruno Rossmann
- Michaela Sburny
- Birgit Schatz
- Albert Steinhauser (ab 2. Juli 2007, Nachfolger von Terezija Stoisits)
- Terezija Stoisits (bis 30. Juni 2007, Wechsel in das Amt der Volksanwältin)
- Alexander Van der Bellen (Klubobmann)
- Brigid Weinzinger
- Wolfgang Zinggl
- Barbara Zwerschitz

### XXII. GP (20. Dezember 2002 – 29. Oktober 2006), 17 Mandate
- Dieter Brosz
- Eva Glawischnig-Piesczek (Stv. Klubobfrau)
- Kurt Grünewald
- Theresia Haidlmayr
- Werner Kogler
- Eva Lichtenberger (bis 8. Juli 2004, Wechsel ins Europäische Parlament)
- Ulrike Lunacek
- Sabine Mandak
- Gabriela Moser
- Karl Öllinger (Stv. Klubobmann)
- Madeleine Petrovic (bis 23. April 2003, Wechsel in den Niederösterreichischen Landtag)
- Peter Pilz
- Wolfgang Pirklhuber
- Heidemarie Rest-Hinterseer
- Michaela Sburny
- Terezija Stoisits
- Alexander Van der Bellen (Klubobmann)
- Brigid Weinzinger (ab 25. April 2003 für Madeleine Petrovic)
- Wolfgang Zinggl (ab 9. Juli 2004 für Eva Lichtenberger)

### XXI. GP (29. Oktober 1999 – 19. Dezember 2002), 14 Mandate
- Dieter Brosz
- Eva Glawischnig-Piesczek
- Kurt Grünewald
- Theresia Haidlmayr
- Werner Kogler
- Eva Lichtenberger
- Ulrike Lunacek
- Gabriela Moser
- Karl Öllinger (Stv. Klubobmann)
- Madeleine Petrovic (Stv. Klubobfrau)
- Peter Pilz
- Wolfgang Pirklhuber
- Terezija Stoisits
- Alexander Van der Bellen (Klubobmann)

### XX. GP (15. Jänner 1996 – 28. Oktober 1999), 9 Mandate
- Rudolf Anschober (bis 30. Oktober 1997, Wechsel in den Oberösterreichischen Landtag)
- Theresia Haidlmayr
- Monika Langthaler
- Gabriela Moser (ab 3. November 1997 für Rudolf Anschober)
- Karl Öllinger
- Madeleine Petrovic (Klubobfrau)
- Doris Pollet-Kammerlander (ab 14. März 1996 für Johannes Voggenhuber)
- Terezija Stoisits
- Alexander Van der Bellen (Stv. Klubobmann)
- Johannes Voggenhuber (bis 13. März 1996, Wechsel ins Europäische Parlament)
- Andreas Wabl

### XIX. GP (7. November 1994 – 14. Jänner 1996), 13 Mandate
- Rudolf Anschober
- Willibald Gföhler
- Theresia Haidlmayr
- Monika Langthaler
- Gabriela Moser
- Karl Öllinger
- Madeleine Petrovic (Klubobfrau)
- Doris Pollet-Kammerlander
- Severin Renoldner
- Terezija Stoisits
- Alexander Van der Bellen
- Johannes Voggenhuber
- Andreas Wabl

### XVIII. GP (5. November 1990 – 6. November 1994), 10 Mandate
- Rudolf Anschober
- Marijana Grandits
- Christine Heindl
- Monika Langthaler
- Madeleine Petrovic (Klubobfrau ab 1992)
- Peter Pilz
- Sonja Puntscher-Riekmann (ab 20. Mai 1994 für Manfred Srb)
- Manfred Srb (bis 3. Mai 1994)
- Terezija Stoisits
- Johannes Voggenhuber (Klubobmann bis Ende 1991)
- Andreas Wabl

### XVII. GP (17. Dezember 1986 – 4. November 1990), 8 Mandate
- Josef Buchner (ab 1. Dezember 1987 als „wilder“ Abgeordneter)
- Helga Erlinger (ab 12. Dezember 1988 bis 27. Dezember 1989)
- Herbert Fux (bis 16. November 1988, Mandatsrücklegung)
- Walter Geyer (bis 16. November 1988, Mandatsrücklegung)
- Holda Harrich (ab 10. Jänner 1989)
- Astrid Kuttner-Kirchbaumer (ab 23. November 1988)
- Freda Meissner-Blau (Klubobfrau bis 16. November 1988, danach Mandatsrücklegung)
- Peter Pilz
- Karl Smolle
- Manfred Srb
- Andreas Wabl (Klubobmann ab 17. November 1988)
- Fritz Zaun (ab 2. Jänner 1990)